# 田畑元
田畑元（たばた はじめ）は、日本の俳優である。青森県出身。
1999年よりテアトルアカデミー所属、現在は、類プロダクション所属。

## 来歴
東北学院大学卒業。福山雅治に憧れ俳優の門を叩く事に。
※後に本人と対面する機会があり、本人より「兄弟だ」と言葉を頂く。
テアトルアカデミーの天空組に所属。この天空組は後に解散。
2000年にミュージカル『2135〜ミレニアムバージョン〜』にて
座長の浅井に演技力を評価され異例の主役としてデビューを飾る。
天空組での舞台活動を中心とした活動から、映画、テレビメディアへ活動の幅を広げ現在に至る。
ドラマにも出演を重ね、『嫌われ松子の一生 (テレビドラマ)』や、各社CMに出演。
『孤独の賭け〜愛しき人よ〜』においては、
演出家の生野慈朗より「芝居のリアルさ」に評価を受けている。
『シブスタ S.B.S.T』では、和希沙也（ホリプロ）の兄役として出演し、注目を浴びる。

## 出演

### テレビドラマ
- 非婚同盟（東海テレビ）
- はぐれ刑事純情派（ANB）
- 東京007（CX）
- 新選組!（NHK）
- 女医・優〜青空クリニック〜（東海テレビ）
- 嫌われ松子の一生 (テレビドラマ)（TBS）
- 土曜ワイド劇場 新・警視庁女性捜査班二人の母連続殺人!!（ANB）
- 肩越しの恋人（TBS）
- ひまわり〜夏目雅子27年の生涯と母の愛〜（TBS）
- 孤独の賭け〜愛しき人よ〜（TBS）
- 恋する日曜日（BS-i）
- 今週、妻が浮気します（CX）
- 佐々木夫妻の仁義なき戦い（TBS）

### 映画
- 極道の地獄
- ターニング・ポイント（尚美学園大学）
- Inju（フランス映画）
- 死刑台のエレベーター

### 舞台
- 2135〜ミレニアムバージョン〜
- やさしい悪魔
- やさしい悪魔〜リメイクバージョン〜
- ダンスアクションミュージカル 刀〜KATANA〜
- ミュージカル『Selfish☆Girls』

### CM
- カネボウ（JAKE!）
- サッポロビール（黒ラベル）
- グリコ（ポッキー）
- ロッテ（ACUO）

### バラエティ
- シブスタ S.B.S.T（金曜日／TX）